# کارانگ
کوه کارانگ یا گونونگ کارانگ (اندونزیایی: Gunung Karang) آتشفشانی واقع در غربی‌ترین نقطه از جزیرهٔ جاوه در اندونزی است که در جنوب شرقی کالدرای پلیستوسنی و ۱۵ کیلومتری دانائو به‌وجود آمده است. این کوه ۱۷۷۸ متری دارای دو دهانهٔ آتشفشانی در دامنهٔ شرقی خود به نام‌های کاوا ولیرانگ و کاوا حاجی است که احتمالاً سنشان به دورهٔ هولوسن رسیده و فعالیت‌هایی فومرولی از خود نشان می‌دهند.
آتشفشان بازالتی و آندزیتی کارانگ که درعین حال پوشیده از جنگل است بلندترین کوه در میان گروهی از آتشفشان‌های چینه‌ای در منطقهٔ کالدِرای دانائو به‌شمار می‌رود.
از تاریخ آخرین فوران این آتشفشان اطلاعی در دست نیست.